# Кондратович, Никита Ульянович
Никита Ульянович Кондратович (1917—1986) — майор Советской Армии, участник Великой Отечественной войны, Герой Советского Союза (1946).

## Биография
Никита Кондратович родился 26 мая 1917 года в селе Росава. После окончания семи классов школы работал на киевском заводе «Арсенал», одновременно учился в аэроклубе. В 1937 году Кондратович был призван на службу в Рабоче-крестьянскую Красную Армию. В 1938 году он окончил Одесскую военную авиационную школу лётчиков. С июня 1941 года — на фронтах Великой Отечественной войны. Принимал участие в боях на Северо-Западном, Брянском, Воронежском, 1-м и 2-м Украинском фронтах. Участвовал в бомбардировках Берлина, Плоешти, Будапешта, Дебрецена, освобождении Украинской ССР и Румынии. В боях два раза был сбит и ранен.
К маю 1945 года капитан Никита Кондратович командовал эскадрильей 332-го бомбардировочного авиаполка 18-й гвардейской бомбардировочной авиадивизии 18-й воздушной армии 2-го Украинского фронта. К тому времени он совершил 313 боевых вылетов на бомбардировку объектов военно-промышленного комплекса противника, скоплений его боевой техники и живой силы.
После окончания войны Кондратович продолжил службу в Советской Армии.
Указом Президиума Верховного Совета СССР от 15 мая 1946 года капитан Никита Кондратович был удостоен высокого звания Героя Советского Союза с вручением ордена Ленина и медали «Золотая Звезда» за номером 7521.
В 1954 году в звании майора он был уволен в запас. Проживал в посёлке Сиверский Гатчинского района Ленинградской области. С 1972 года работал заместителем начальника Сиверской профессиональной пожарной части Гатчинского отряда профессиональной пожарной охраны Ленинградской области. С 1985 года на пенсии, однако и тогда вёл большую общественную работу в Совете ветеранов пожарной охраны Ленинграда и Ленинградской области. Скончался 13 декабря 1986 года, похоронен в Сиверском.
Был также награждён двумя орденами Красного Знамени, орденами Александра Невского и Отечественной войны 1-й степени, двумя орденами Красной Звезды, рядом медалей, почётным знаком «Лучшему работнику пожарной охраны» МВД СССР (1980).